# 加賀三谷温泉
加賀三谷温泉（かがみたにおんせん）は、石川県加賀市にある温泉。加賀温泉郷の近郷にあるが、同温泉郷には含めない。

## 泉質
- 石膏泉
  - 源泉温度は35度。

## 温泉地
加賀市の西部の山あいの三谷川渓畔にひっそりと湧く。2011年現在、宿泊施設は旅館と民宿の2軒のみで、秘湯を守る。

## 歴史
三谷川の一帯は聖徳太子が天馬で舞い降りたという伝説と石の跡が残り、古くは太子温泉、また地名から大聖寺温泉と呼ばれていた。

## アクセス
- 公共交通
  - 北陸本線・大聖寺駅 下車からタクシー利用